# 尾带弱棘鱼
尾带弱棘鱼（学名：Malacanthus hoedti）为條鰭魚綱刺尾鯛目弱棘鱼科弱棘鱼属的鱼类。分布于非洲东岸、印度尼西亚至太平洋中部的诸岛、北至琉球群岛以及南海诸岛海域等。

## 扩展阅读
維基物種上的相關：尾带弱棘鱼